# Elrio van Heerden
Elrio Van Heerden, né le 11 juillet 1983 à Port Elizabeth, est un footballeur sud-africain. Il évolue au poste de milieu de terrain. Il joua successivement au FC Copenhague, au FC Bruges et au Blackburn Rovers il termina sa carrière sous le club turque du Sivasspor où il était prêté.

## Carrière
Né en Afrique du Sud, ce milieu de terrain de poche (1,65 m, 61 kg) rejoint l'Europe en 2002. Il évolue pour le FC Copenhague avant de rejoindre le FC Bruges en 2006. Pouvant aussi bien jouer sur le flanc gauche que sur le flanc droit, Van Heerden est un joueur très vif et technique. Ennuyé par plusieurs blessures, il joue peu à Bruges. Après 3 ans et demi, le club décide de ne pas prolonger son contrat. En juin 2009, il signe un contrat de 2 ans avec Blackburn Rovers. En janvier 2010, il est prêté au club turque du Sivasspor.
Il fut également joueur international sud-africain.
Il termina sa carrière le 1er juillet 2012.

## Statistiques
| Saison  | Club             | Pays       | Championnat       | Match | Buts |
| ------- | ---------------- | ---------- | ----------------- | ----- | ---- |
| 2003/04 | FC Copenhague    | Danemark   | SAS Ligaen        | 1     | 1    |
| 2004/05 | FC Copenhague    | Danemark   | SAS Ligaen        | 7     | 0    |
| 2005/06 | FC Copenhague    | Danemark   | SAS Ligaen        | 18    | 4    |
| 2006    | FC Bruges        | Belgique   | Division 1        | 10    | 0    |
| 2006/07 | FC Bruges        | Belgique   | Division 1        | 22    | 1    |
| 2007/08 | FC Bruges        | Belgique   | Division 1        | 8     | 0    |
| 2008/09 | FC Bruges        | Belgique   | Division 1        | 17    | 0    |
| 2009/10 | Blackburn Rovers | Angleterre | Premier League    | 0     | 0    |
| 2009/10 | Sivasspor        | Turquie    | Türkcell Süperlig | 8     | 0    |

## Palmarès
- Vainqueur de la Coupe de Belgique en 2007 (FC Bruges)
- Champion du Danemark en 2004 (FC Copenhague)
- Vainqueur de la Coupe du Danemark en 2004 (FC Copenhague)